# Tramea transmarina
Tramea transmarina е вид насекомо от семейство Плоски водни кончета (Libellulidae).

## Разпространение
Видът е разпространен в Австралия (Западна Австралия, Куинсланд, Нов Южен Уелс и Северна територия), Бруней, Вануату, Гуам, Индонезия (Бали, Калимантан, Суматра и Ява), Камбоджа, Лаос, Малайзия (Западна Малайзия, Сабах и Саравак), Маршалови острови, Микронезия, Нова Зеландия (Кермадек и Северен остров), Нова Каледония, Острови Кук, Палау, Папуа Нова Гвинея, Питкерн, Провинции в КНР, Самоа, Северни Мариански острови, Тайван, Тайланд, Тонга, Фиджи, Филипини, Френска Полинезия и Япония (Бонински острови, Кюшу, Рюкю и Хоншу). Временно е пребиваващ в Китай (Хайнан) и Хонконг.